# Ministère de la Défense (Rwanda)
Le ministère de la Défense (anglais : Ministry of Defence (MINADEF), kinyarwanda : Ministeri y'Ingabo est un ministère rwandais. Le ministère a son siège à Kigali.

## Ministres de la Défense
| No. | Nom                     | Prend ses fonctions | Quitte ses fonctions | Années de service | Sous la présidence de |
| --- | ----------------------- | ------------------- | -------------------- | ----------------- | --------------------- |
| 1   | Calliope Mulindahabi    | 1962                | 1965                 | 3                 | Grégoire Kayibanda    |
| 2   | Juvénal Habyarimana     | 1965                | 1991                 | 26                | Grégoire Kayibanda    |
| 2   | Juvénal Habyarimana     | 1965                | 1991                 | 26                | Juvénal Habyarimana   |
| 3   | Augustin Ndindiriyimana | 1991                | 1992                 | 1                 |                       |
| 4   | James Gasana            | 1992                | 1993                 | 1                 |                       |
| 5   | Augustin Bizimana       | 1993                | 1994                 | 1                 |                       |
| 5   | Augustin Bizimana       | 1993                | 1994                 | 1                 | Théodore Sindikubwabo |
| 6   | Paul Kagame             | 1994                | 2000                 | 6                 | Pasteur Bizimungu     |
| 7   | Emmanuel Habyarimana    | 2000                | 2002                 | 2                 | Paul Kagame           |
| 8   | Marcel Gatsinzi         | 2002                | 2010                 | 8                 | Paul Kagame           |
| 9   | James Kabarebe          | 2010                | 2018                 | 8                 | Paul Kagame           |
| 10  | Albert Murasira         | 2018                | en cours             | 1                 | Paul Kagame           |